# Lorenzo Calonga
Lorenzo Calonga (ur. 23 sierpnia 1929, zm. 20 września 2003 w Arauca) – piłkarz paragwajski grający na pozycji napastnika.
Calonga jako piłkarz klubu Club Guaraní był w kadrze reprezentacji podczas finałów mistrzostw świata w 1950 roku, gdzie Paragwaj odpadł w fazie grupowej. Nie zagrał w żadnym meczu.
Pod koniec kariery Calonga przeniósł się do Kolumbii, gdzie grał w klubie Independiente Medellín, z którym dwukrotnie – w 1955 i 1957 – zdobył mistrzostwo Kolumbii.
Calonga nigdy nie wziął udziału w turnieju Copa América.